# تولد الملاط
تولد المِلاَط (بالإنجليزية: Cementogenesis)‏ هو تكوين الملاط، وهو أحد المواد المعدنية الثلاثة في السن. يغطي الملاط جذور الأسنان ويعمل على ربط اللثة وألياف دواعم السن مع ألياف العظم السنخي (قد تتشكل بعض أنواع الملاط أيضًا على سطح ميناء التاج عند الموصّل الملاطي المينائي).

## عملية
يتفتت غلاف جذر هيرتويغ الظهاري (HERS)، لكي يبدأ التكوّن الملاطي. غلاف هيرتويغ هو طوق من الخلايا الظهارية المستمدة من الإطالة القمية لعضو الميناء. حالما يتفكك غمد الجذر، يتلامس السطح المتشكل حديثًا لعاج الجذر مع الخلايا غير المتمايزة من الكيس السني (الجريب السني). وهذه العملية تحفّز تنشيط الخلايا الملاطية لبدء تكوين الملاط. يُحدِد موضع غلاف جذر هيرتويغ الظهاري المحيط الشكل الخارجي لكل جذر بالكامل.
يُعتقد أن إما 1) توقف غلاف هيرتويغ؛ 2) تتلقى خلايا كيس الأسنان المتسللة إشارة حثية متبادلة من العاج؛ أو 3) تتحول خلايا غلاف هيرتويغ إلى أرومات ملاطية. 
ثم تتفرق الخلايا الملاطية لتغطي منطقة العاج الجذرية وتخضع لتكوين الملاط، مما يؤدي إلى وضع شبه ملاط (اسمنتويد). خلال الخطوات اللاحقة في مرحلة الاستبدال، تصبح العديد من الخلايا الملاطية محاصرة بالملاط الذي تنتجه، لتصبح خلايا ملاطية. عندما يصل الملاط إلى السمك الكامل المطلوب، يصبح الملاط المحيط بالخلايا الملاطية متمعدنًا أو ناضجًا، ومن ثم يعتبر ملاطًا. بسبب وضع الملاط على العاج، يتكون الموصّل الملاطي العاجي (ديه سي جاي). 
تصطف الأرومات الملاطية التي لم تنحصر في الملاط بعد اضافة الملاط في طبقات، على طول السطح الملاطي على طول الغطاء الخارجي لرباط دواعم السن. يمكن أن تشكّل الأرومة الملاطية طبقات متتاليات من الملاط إذا أُصيبَ السن. ينمو الأسمنت ببطء، عبر الوضع السطحي، طوال الحياة.